# Team Qhubeka NextHash
Il Team Qhubeka NextHash, nota in passato come MTN, Dimension Data, NTT e Qhubeka Assos, era una squadra sudafricana di ciclismo su strada maschile. Attiva nel professionismo dal 2008 al 2021, dal 2016, a fine attività, ebbe licenza di UCI WorldTeam.
Fondata e gestita dal manager ed ex ciclista Douglas Ryder, nel 2013 divenne la prima squadra africana ad assumere licenza Professional Continental, e nel 2016 la prima africana a iscriversi al World Tour.

## Storia

### 1997-2007: la nascita e gli anni in Continental
Il team venne creato nel 1997 da Douglas Ryder, che al tempo stesso divenne uno dei corridori e proprietario. Durante i suoi primi anni la squadra ebbe tra gli sponsor Lotus (1998-2001), IBM (1999) e dal 2002 al 2007 Microsoft. Nel 2007 divenne main sponsor MTN, multinazionale sudafricana di telefonia mobile.
Nel 2008 la formazione assume licenza di UCI Continental Team, entrando così nel mondo delle competizioni UCI e gareggiando in questa categoria fino a tutto il 2012. Nel 2008 il team si piazza primo nella classifica per squadre dell'UCI Africa Tour. Arriverà nuovamente primo nel 2010 e nel 2012. Nella stagione 2012 balza agli onori della cronaca ciclistica il corridore sudafricano Reinardt Janse van Rensburg: campione nazionale sudafricano a cronometro, conclude al decimo posto l'UCI Europe Tour, vincendo tra gli altri il Tour of Britain e la Ronde van Overijssel. Alla fine dell'anno viene messo sotto contratto dal team olandese Argos-Shimano.

### 2013-2015: l'ingresso tra i team Professional Continental
Nel 2013 MTN-Qhubeka diventa la prima squadra africana ad ottenere licenza UCI Professional Continental, la seconda categoria del ciclismo mondiale. Può quindi ricevere inviti per le gare dell'UCI World Tour. Ingaggia così diversi ciclisti europei, tra cui Gerald Ciolek, che vince la classica monumento Milano-Sanremo. Nel 2014 vengono ingaggiati Linus Gerdemann, Merhawi Kudus e Daniel Teklehaimanot. La stagione è povera di risultati, con i ciclisti della formazione che, in Europa, centrano solo la vittoria nella terza tappa della Vuelta a Andalucía con Gerald Ciolek.

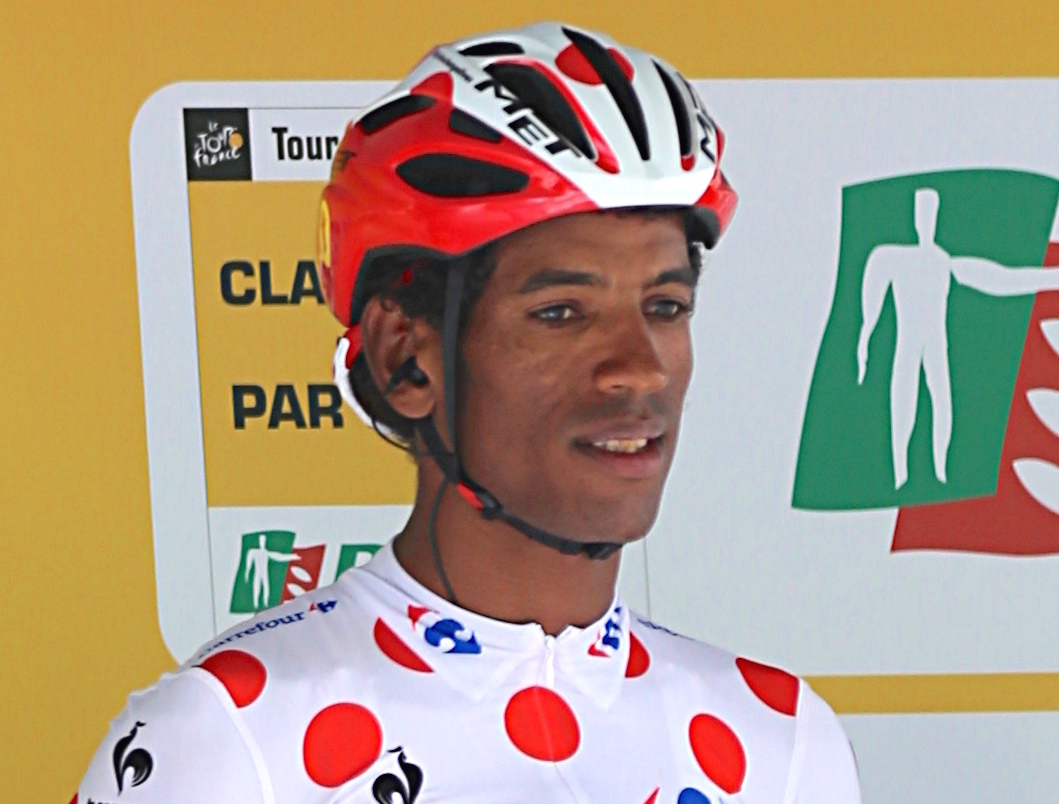
Daniel Teklehaimanot in maglia a pois al Tour de France 2015

Per la stagione 2015 vengono ingaggiati ciclisti di primo piano, quali Edvald Boasson Hagen dalla Sky, Tyler Farrar dalla Garmin-Sharp, Matthew Goss dall'Orica-GreenEDGE, Steve Cummings dalla BMC, Serge Pauwels dall'Omega Pharma-Quickstep e Reinardt Janse van Rensburg, che ritorna dopo due anni alla Giant-Shimano. Il bilancio della stagione è buono, con la partecipazione del team al Tour de France, primo team africano a partecipare alla Grande Boucle, e alla Vuelta a España, e diciotto successi complessivi all'attivo. Louis Meintjes vince la classifica generale della Settimana Internazionale di Coppi e Bartali, Steve Cummings la quattordicesima tappa della Grande Boucle a Mende, Kristian Sbaragli la decima tappa della Vuelta e Edvald Boasson Hagen la classifica generale del Tour of Britain. Al Tour de France inoltre, tra la sesta e la decima tappa, Daniel Teklehaimanot veste la maglia a pois, simbolo del leader della classifica scalatori, diventando il primo ciclista africano ad indossarla.

### 2016-2019: Dimension Data e l'attività come WorldTeam

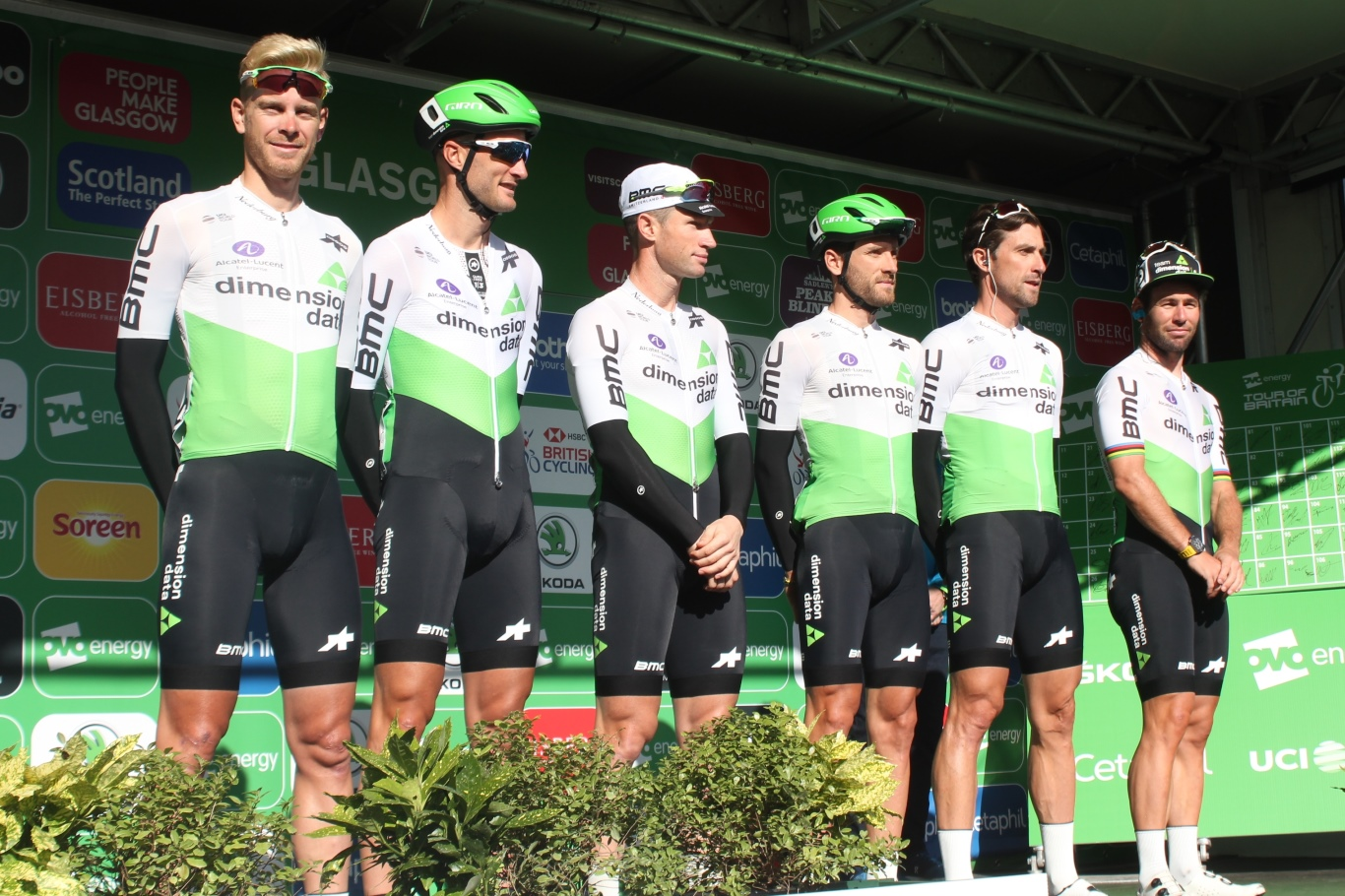
Ciclisti Dimension Data al Tour of Britain 2019

Nel settembre 2015 Dimension Data, multinazionale di servizi IT, viene annunciato come nuovo sponsor principale della squadra: il nuovo nome per il 2016 diventa Team Dimension Data. Nuovi arrivi in squadra sono il velocista Mark Cavendish e il suo gregario Mark Renshaw dall'Etixx-Quick Step; vengono inoltre ingaggiati Igor Antón dalla Movistar, Omar Fraile dalla Caja Rural-Seguros RGA, Nathan Haas dalla Cannondale-Garmin, Cameron Meyer dall'Orica-GreenEDGE e Bernhard Eisel e Kanstancin Siŭcoŭ dalla Sky. Lasciano invece il team Gerald Ciolek, Matthew Goss e Louis Meintjes. La stagione è ricca di successi, ben trentadue in quattro diversi continenti (record nella storia della squadra): tra questi, cinque tappe al Tour de France (quattro con Cavendish e una con Cummings), cinque frazioni in corse a tappe del World Tour, quattordici tra frazioni e classifiche finali in prove dei calendari continentali, oltre a otto campionati nazionali.
Dal 2017 al 2019 la squadra, sempre con il nome Team Dimension Data, ottiene altri successi: venticinque nel 2017, tra cui una tappa al Giro d'Italia e una al Tour de France, sette nel 2018, incluse due tappe alla Vuelta a España, e sette anche nel 2019, senza però vittorie in classiche o Grandi giri. I plurivincitori stagionali sono nel 2017 Boasson Hagen con dieci vittorie, nel 2018 ancora Boasson Hagen insieme a Ben King con due titoli ciascuno, e nel 2019 Boasson Hagen e Giacomo Nizzolo con tre vittorie ciascuno.

### 2020-2021: l'attività come NTT e Qhubeka e la chiusura

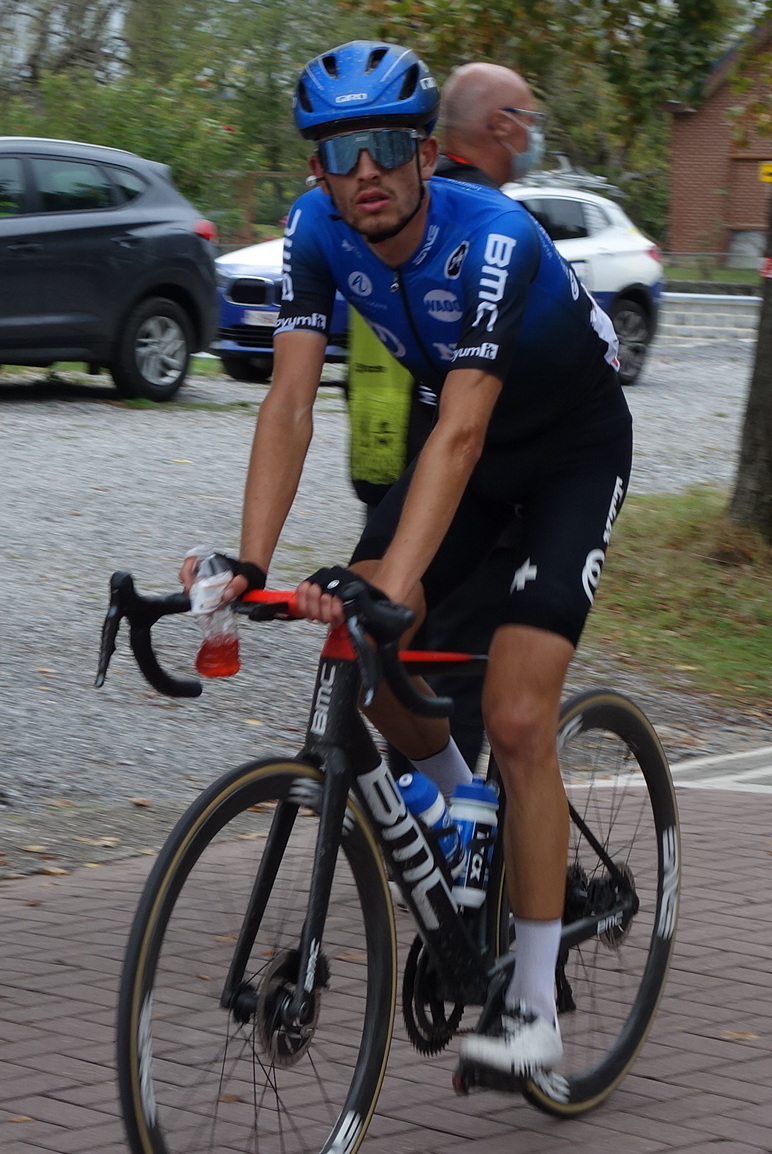
Gino Mäder con i colori della NTT alla Freccia Vallone 2020

Nel 2020 la squadra è sponsorizzata dall'azienda giapponese di telecomunicazioni NTT, assumendo la denominazione di NTT Pro Cycling Team; i principali innesti sono Domenico Pozzovivo, Victor Campenaerts e Carlos Barbero, mentre escono tra gli altri Cavendish oltre che, tutti per ritiro, Eisel, Renshaw, Cummings e Lars Bak. In stagione arrivano per la squadra tre vittorie in gare del calendario World Tour: una tappa al Tour Down Under e una alla Parigi-Nizza con Giacomo Nizzolo, e la frazione di Madonna di Campiglio al Giro d'Italia con Ben O'Connor; Nizzolo si laurea inoltre, seppur con la maglia azzurra, campione europeo in linea.
NTT lascia dopo solo un anno, e per il 2021 il team diventa Qhubeka Assos, dal nome di Qhubeka, associazione benefica sudafricana da lungo legata al team, e di Assos, azienda di abbigliamento svizzera. Il 2021 con i nuovi colori bianconeri, nonostante le poche risorse economiche comunque in grado di mantenere la licenza World Tour, vede l'arrivo di diversi atleti esperti, come Fabio Aru, Sergio Henao, Simon Clarke e Dimitri Claeys, mentre lasciano la squadra tra gli altri Edvald Boasson Hagen (in squadra dal 2015), Roman Kreuziger e, per ritiro, Enrico Gasparotto. L'exploit per il team arriva al Giro d'Italia, con ben tre vittorie: l'undicesima tappa, sugli sterrati di Montalcino, con Mauro Schmid, la tredicesima con Giacomo Nizzolo in volata a Verona e la quindicesima con una fuga vittoriosa a Gorizia con Campenaerts.
Il 24 giugno viene annunciato il cambio di denominazione in Team Qhubeka NextHash, dopo l'accordo con la multinazionale attiva nella finanza e nel settore delle criptovalute. La squadra, con anche una nuova divisa, fa l'esordio col nuovo nome a partire dal Tour de France 2021. A fine stagione, non avendo trovato uno sponsor per il 2022, il manager Ryder annuncia la chiusura della squadra World Tour e la continuazione dell'attività con la sola formazione Continental, lanciata nel 2016 e nota dal 2021 come Team Qhubeka.

## Cronistoria

### Annuario
| Anno | Codice | Nome                                                                         | Cat. | Biciclette  | Dirigenza |
| ---- | ------ | ---------------------------------------------------------------------------- | ---- | ----------- | --- |
| 2008 | MTN    | Team MTN                                                                     | CT   | Raleigh     | Manager: Douglas Ryder Dir. sportivi: Kandice Buys |
| 2009 | MTN    | MTN Cycling                                                                  | CT   | Raleigh     | Manager: Douglas Ryder Dir. sportivi: Douglas Ryder, Shane King                                                                                                  |
| 2010 | MTN    | MTN-Energade                                                                 | CT   | Eddy Merckx | Manager: Douglas Ryder Dir. sportivi: Douglas Ryder |
| 2011 | MTN    | MTN-Qhubeka                                                                  | CT   | Eddy Merckx | Manager: Douglas Ryder Dir. sportivi: Gary Blem, Douglas Ryder, Tiaan Kannemeyer                                                                                 |
| 2012 | MTN    | MTN-Qhubeka                                                                  | CT   | Trek        | Manager: Douglas Ryder Dir. sportivi: Douglas Ryder, Kevin Campbell, Jens Zemke                                                                                  |
| 2013 | MTN    | MTN-Qhubeka                                                                  | PCT  | Trek        | Manager: Douglas Ryder Dir. sportivi: Jens Zemke, Kevin Campbell, Brent Copeland, Thomas Campana                                                                 |
| 2014 | MTN    | MTN-Qhubeka                                                                  | PCT  | Trek        | Manager: Douglas Ryder Dir. sportivi: Kevin Campbell, Jens Zemke, Manel Lacambra, Thomas Campana                                                                 |
| 2015 | MTN    | MTN-Qhubeka                                                                  | PCT  | Cervélo     | Manager: Douglas Ryder Dir. sportivi: Jens Zemke, Kevin Campbell, Michel Cornelisse, Jean-Pierre Heynderickx, Alex Sans Vega                                     |
| 2016 | DDD    | Team Dimension Data                                                          | WT   | Cervélo     | Manager: Douglas Ryder Dir. sportivi: Jens Zemke, Rolf Aldag, Oliver Cookson, Roger Hammond, Jean-Pierre Heynderickx, Alex Sans Vega, José Teixeira              |
| 2017 | DDD    | Team Dimension Data                                                          | WT   | Cervélo     | Manager: Douglas Ryder Dir. sportivi: Roger Hammond, Rolf Aldag, Oliver Cookson, Bingen Fernández, Jean-Pierre Heynderickx, Alex Sans Vega                       |
| 2018 | DDD    | Team Dimension Data                                                          | WT   | Cervélo     | Manager: Douglas Ryder Dir. sportivi: Roger Hammond, Rolf Aldag, Bingen Fernández, Jean-Pierre Heynderickx, Alex Sans Vega, Gino Van Oudenhove                   |
| 2019 | TDD    | Team Dimension Data                                                          | WT   | BMC         | Manager: Douglas Ryder Dir. sportivi: Rolf Aldag, Bingen Fernández, Jean-Pierre Heynderickx, Hendrik Redant, Alex Sans Vega, Gino Van Oudenhove                  |
| 2020 | NTT    | NTT Pro Cycling Team                                                         | WT   | BMC         | Manager: Douglas Ryder Dir. sportivi: Bjarne Riis, Lars Bak, Bingen Fernández, Daniel Foder, Lars Michaelsen, Hendrik Redant, Alex Sans Vega, Gino Van Oudenhove |
| 2021 | TQA    | Team Qhubeka Assos (fino al 23 giugno) Team Qhubeka NextHash (dal 24 giugno) | WT   | BMC         | Manager: Douglas Ryder Dir. sportivi: Lars Michaelsen, Gabriele Missaglia, Hendrik Redant, Alex Sans Vega, Gino Van Oudenhove, Aart Vierhouten                   |

### Classifiche UCI
| Anno | Classifica    | Pos. | Migliore cl. individuale       |
| ---- | ------------- | ---- | ------------------------------ |
| 2008 | Africa T.     | 1º   | Nicholas White (1º)            |
| 2008 | Asia T.       | 52º  | Ian McLeod (207º)              |
| 2008 | Europe T.     | 107º | Kevin Evans (1077º)            |
| 2009 | Africa T.     | 2º   | Jay Robert Thomson (4º)        |
| 2009 | Asia T.       | 15º  | Christoff Van Heerden (17º)    |
| 2010 | Africa T.     | 1º   | Ian McLeod (2º)                |
| 2010 | Asia T.       | 52º  | Jacobus Venter (268º)          |
| 2011 | Africa T.     | 4º   | R. Janse van Rensburg (13º)    |
| 2011 | Asia T.       | 32º  | Dennis van Niekerk (82º)       |
| 2012 | Africa T.     | 1º   | R. Janse van Rensburg (3º)     |
| 2012 | Asia T.       | 25º  | R. Janse van Rensburg (22º)    |
| 2012 | Europe T.     | 39º  | R. Janse van Rensburg (10º)    |
| 2012 | Oceania T.    | 6º   | R. Janse van Rensburg (6º)     |
| 2013 | Africa T.     | 1º   | Jay Robert Thomson (7º)        |
| 2013 | America T.    | 36º  | Kristian Sbaragli (293º)       |
| 2013 | Asia T.       | 16º  | Tsgabu Grmay (27º)             |
| 2013 | Europe T.     | 21º  | Gerald Ciolek (10º)            |
| 2014 | Africa T.     | 1º   | Louis Meintjes (7º)            |
| 2014 | Asia T.       | 16º  | Merhawi Kudus (38º)            |
| 2014 | Europe T.     | 27º  | Kristian Sbaragli (57º)        |
| 2015 | Africa T.     | 3º   | Louis Meintjes (16º)           |
| 2015 | America T.    | 17º  | Natnael Berhane (88º)          |
| 2015 | Asia T.       | 16º  | Youcef Reguigui (10º)          |
| 2015 | Europe T.     | 11º  | Edvald Boasson Hagen (4º)      |
| 2015 | Oceania T.    | 9º   | Tyler Farrar (26º)             |
| 2016 | World Tour    | 18º  | Mark Cavendish (68º)           |
| 2017 | World Tour    | 18º  | Nathan Haas (50º)              |
| 2018 | World Tour    | 18º  | Edvald Boasson Hagen (76º)     |
| 2019 | World Ranking | 22º  | Michael Valgren Andersen (86º) |
| 2020 | World Ranking | 21º  | Giacomo Nizzolo (24º)          |
| 2021 | World Ranking | 20º  | Giacomo Nizzolo (21º)          |

## Palmarès
Aggiornato al 31 dicembre 2021.

### Grandi Giri
- Giro d'Italia

Partecipazioni: 6 (2016, 2017, 2018, 2019, 2020, 2021)
Vittorie di tappa: 5
2017: 1 (Omar Fraile)
2020: 1 (Ben O'Connor)
2021: 3 (Mauro Schmid, Giacomo Nizzolo, Victor Campenaerts)
Vittorie finali: 0
Altre classifiche: 0
- Tour de France

Partecipazioni: 7 (2015, 2016, 2017, 2018, 2019, 2020, 2021)
Vittorie di tappa: 7
2015: 1 (Steve Cummings)
2016: 5 (4 Mark Cavendish, Steve Cummings)
2017: 1 (Edvald Boasson Hagen)
Vittorie finali: 0
Altre classifiche: 0
- Vuelta a España

Partecipazioni: 8 (2014, 2015, 2016, 2017, 2018, 2019, 2020, 2021)
Vittorie di tappa: 3
2015: 1 (Kristian Sbaragli)
2018: 2 (2 Ben King)
Vittorie finali: 0
Altre classifiche: 1
2016: Scalatori (Omar Fraile)

### Classiche monumento
- Milano-Sanremo: 1

2013 (Gerald Ciolek)

### Campionati nazionali
- Campionati algerini: 1

In linea: 2017 (Youcef Reguigui)
- Campionati bielorussi: 2

In linea: 2016 (Kanstancin Siŭcoŭ)
Cronometro: 2016 (Kanstancin Siŭcoŭ)
- Campionati britannici: 2

In linea: 2017 (Steve Cummings)
Cronometro: 2017 (Steve Cummings)
- Campionati eritrei: 5

In linea: 2016 (Daniel Teklehaimanot); 2018 (Merhawi Kudus)
Cronometro: 2015, 2016 (Daniel Teklehaimanot); 2017 (Mekseb Debesay); 2019 (Amanuel Gebreigzabhier)
- Campionati italiani: 1

In linea: 2020 (Giacomo Nizzolo)
- Campionati lituani: 1

Cronometro: 2013 (Ignatas Konovalovas)
- Campionati namibiani: 4

In linea: 2011, 2012 (Lotto Petrus)
Cronometro: 2011, 2012 (Lotto Petrus)
- Campionati norvegesi: 6

In linea: 2015, 2016 (Edvald Boasson Hagen)
Cronometro: 2015, 2016, 2017, 2018 (Edvald Boasson Hagen)
- Campionati ruandesi: 4

In linea: 2010, 2011 (Adrien Niyonshuti)
Cronometro: 2016, 2017 (Adrien Niyonshuti)
- Campionati sudafricani: 10

In linea: 2008 (Ian McLeod); 2010 (Christoff Van Heerden); 2013 (Jay Robert Thomson); 2014 (Louis Meintjes); 2015 (Jacques Janse Van Rensburg); 2016 (Jaco Venter); 2017 (Reinardt Janse van Rensburg); 2020 (Ryan Gibbons)
Cronometro: 2010 (Kevin Evans); 2011 (Daryl Impey); 2012 (Reinardt Janse van Rensburg)